# Luminescencja

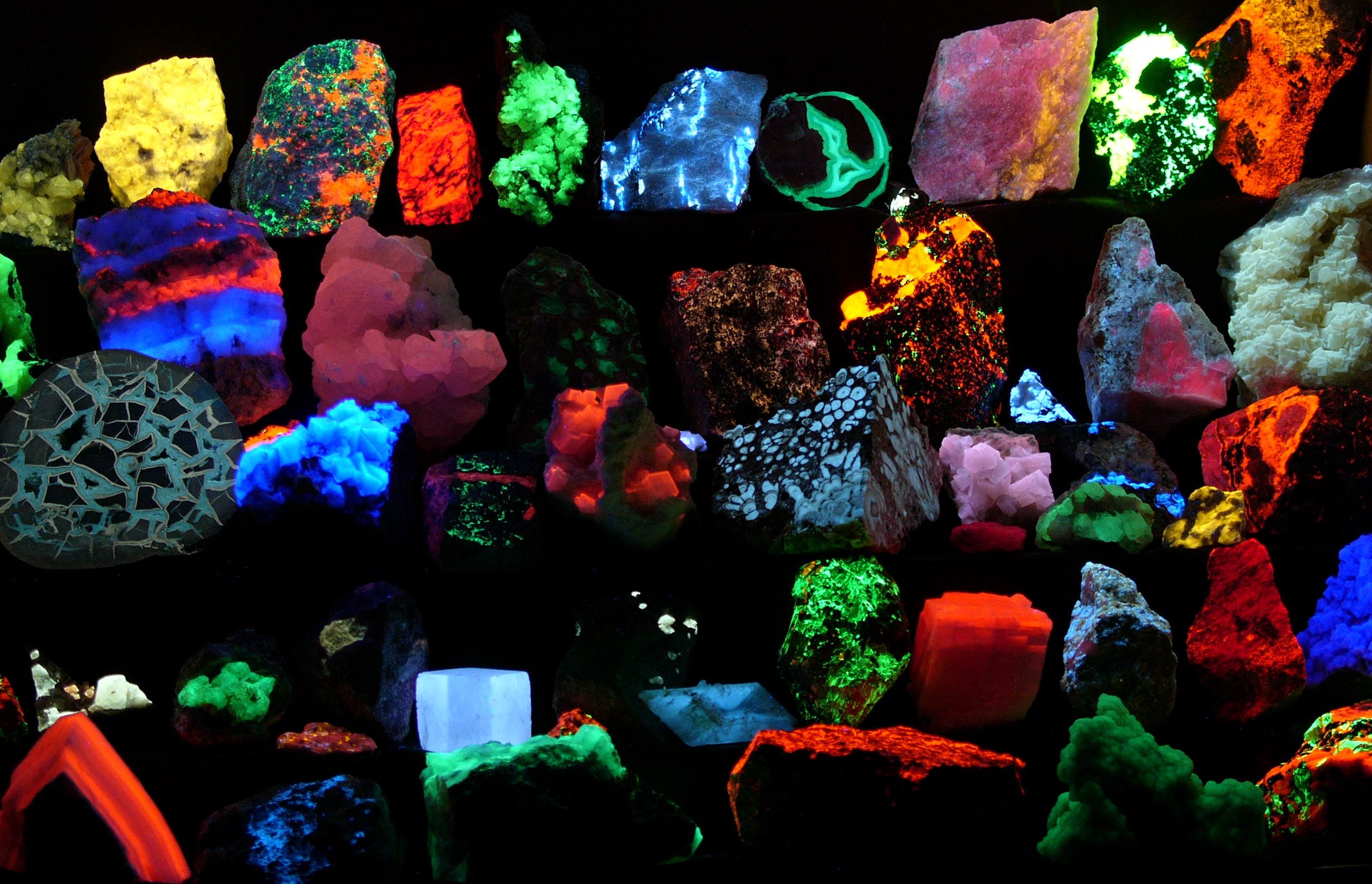
Fluorescencja różnych minerałów oświetlonych światłem UV

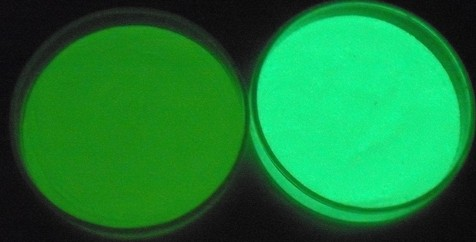
Fosforescencja pigmentów minutę po naświetleniu

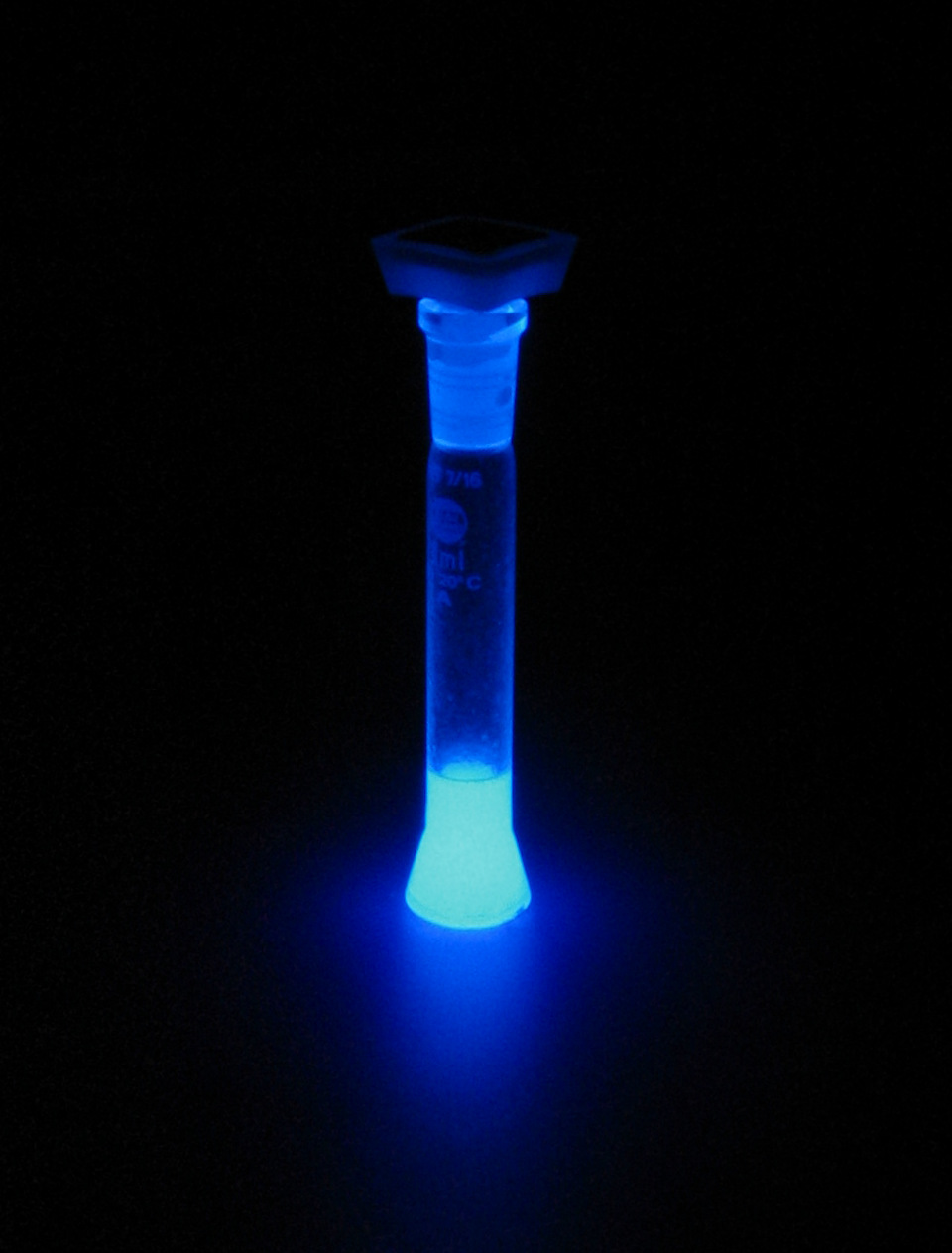
Chemoluminescencja luminolu

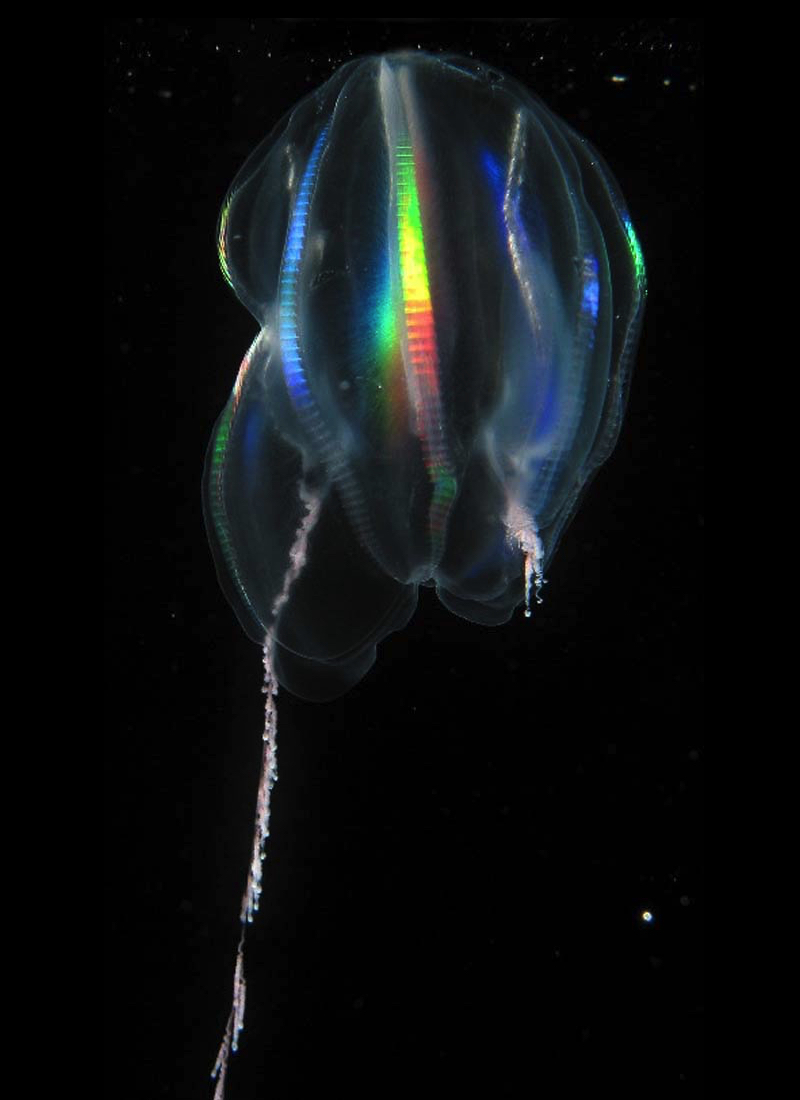
Bioluminescencja Mertensia ovum

Luminescencja, zimne świecenie, jarzenie – zjawisko emisji fal świetlnych przez niektóre ciała (luminofory) wywołane przyczyną inną niż rozgrzanie ich do wysokiej temperatury (co oznacza, że luminescencja nie jest  promieniowaniem cieplnym).

## Typy
Ze względu na czynnik wzbudzający do świecenia, rozróżniane są następujące zjawiska:
- chemiluminescencja – wytworzona w trakcie niektórych reakcji chemicznych
- elektroluminescencja – świecenie pod wpływem stałego lub zmiennego prądu elektrycznego
- katodoluminescencja (elektronoluminescencja) – świecenie pod wpływem elektronów przyspieszanych napięciem między elektrodami (ten rodzaj wzbudzania ma liczne zastosowania w kineskopach, oscyloskopach, mikroskopach elektronowych itp.)
- fotoluminescencja – wywołana przez pochłonięcie promieniowania elektromagnetycznego z obszaru widzialnego, ultrafioletu lub podczerwieni. Pochłonięta energia jest następnie wyemitowana także w postaci światła, na ogół o energii mniejszej niż energia światła wzbudzającego. Ze względu na czas trwania fotoluminescencję dzieli się na:
  - fluorescencję – zjawisko trwające wyłącznie podczas działania czynnika wzbudzającego[2]
  - fosforescencję – zjawisko trwające również przez pewien czas po ustąpieniu czynnika wzbudzającego[3]; substancje zdolne do fosforescencji nazywane są zwyczajowo fosforami[4]
- scyntylacja – emisja światła pod wpływem  promieniowania jonizującego
  - rentgenoluminescencja – wywołana promieniowaniem rentgenowskim
  - radioluminescencja – świecenie pod wpływem promieniowania alfa α, beta β, gamma γ
- sonoluminescencja – wywołana ultradźwiękami
- termoluminescencja – wywołana podniesieniem temperatury, jednak do niższej niż temperatura żarzenia
- tryboluminescencja – wywołana czynnikiem mechanicznym, na przykład tarciem, zginaniem, ściskaniem.
- bioluminescencja – emitowanie fal świetlnych przez organizmy żywe – w rzeczywistości jest jednym z wyżej wymienionych typów, najczęściej chemiluminescencją.